# Emanuel Kirschner
Emanuel Menachem Ben Aron Kirschner (geboren 15. Februar 1857 in Rokittnitz, Kreis Oppeln, heute Stadtteil von Zabrze; gestorben 28. September 1938 in München) war ein deutscher Chasan und Komponist. Er galt an der Wende vom 19. zum 20. Jahrhundert als der bedeutendste jüdische Kantor in Deutschland. Der Musikforscher Abraham Zvi Idelsohn würdigte Kirschner in einem Aufsatz zu dessen 70. Geburtstag 1927 als den „größte[n] unter den lebenden Komponisten der Synagogenmusik in Deutschland“.

## Leben
Emanuel Kirschner wurde als drittes von zehn Kindern des Bäckermeisters Aaron ben Moshe Kirschner und dessen Frau Bertha geb. Böhm in einem kleinen Dorf in Oberschlesien geboren. Er besuchte die jüdische Schule in Beuthen und erhielt ersten Musik- und Klavierunterricht vom Beuthener Kantor Mordechai Perez Weintraub. Unter dessen Nachfolger Josef Singer war Kirschner Mitglied des Synagogalchores, von Singer erhielt er auch Unterricht in Musiktheorie. Ab 1874 studierte Kirschner am jüdischen Lehrerseminar in Berlin, wo er auch Schüler des Komponisten Louis Lewandowski wurde. Nach Abschluss seines Studiums arbeitete er als Lehrer und wurde zweiter Kantor an der Synagoge in der Oranienburger Straße.

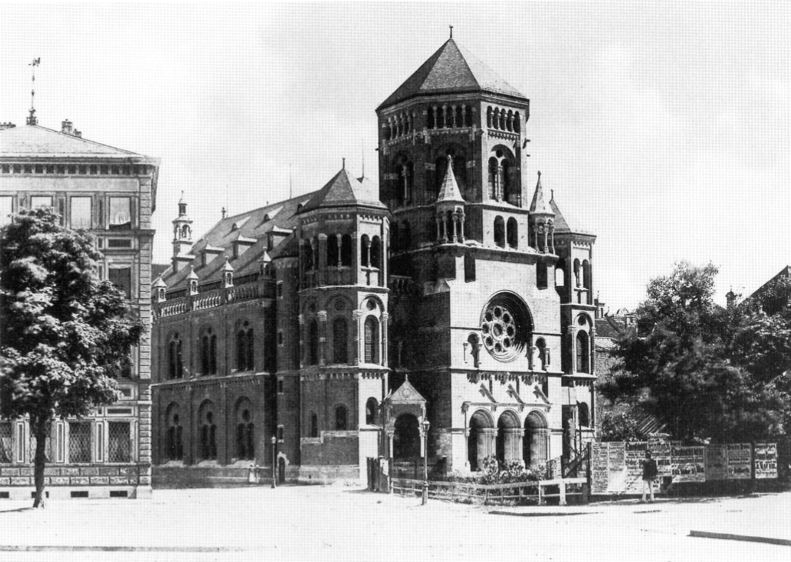
Alte Hauptsynagoge München (1889)

1881 bewarb sich Kirschner als Nachfolger von Max Löwenstamm als Erster Kantor nach München und erhielt diese Stelle. Sein Wirkungsort war zunächst die Synagoge an der Westenriederstraße und nach dem Umzug der Gemeinde die 1887 neu eröffnete Hauptsynagoge an der Herzog-Max-Straße. Seine musikalische Ausbildung vervollkommnete er durch Privatstudien bei Melchior Sachs, Josef Rheinberger und Ludwig Thuille.
Kirschner trat auch solistisch als Liedsänger im Münchener Kulturleben auf. Zu seinen Gesangsschülern gehörte ab 1891 der spätere Wagner-Tenor Heinrich Knote, den er als Privatschüler ausbildete, da er zuvor als Student an der Königlichen Akademie der Tonkunst abgelehnt worden war. Knotes erfolgreiches Debüt erregte auch Aufmerksamkeit für seinen Gesangslehrer Kirschner, der daraufhin 1893 als Professor an die Akademie berufen wurde, diese Position aber nach einigen Jahren wegen Arbeitsüberlastung wieder aufgab. Ab 1893 widmete sich Kirschner vermehrt dem kompositorischen Schaffen.
Nach 45 Jahren Dienst als Hauptkantor trat Kirschner 1926 in den Ruhestand, blieb aber bis zur Berufung seines Nachfolgers Moritz Neu 1928 noch weiterhin ehrenamtlich als Chasan tätig.
Nachdem der Münchener jüdischen Gemeinde am 8. Juni 1938 von der nationalsozialistischen Regierung verkündet worden war, dass die Synagoge am folgenden Tag abgerissen werde, sang Emanuel Kirschner in einem am Abend rasch improvisierten Abschiedsgottesdienst als Schlussgesang den 102. Psalm. Durch den Abriss verlor Kirschner auch seine Kantorenwohnung im jüdischen Gemeindehaus und musste in das Altenheim in der Kaulbachstraße 65 umziehen. Dort starb er am 28. September 1938.
Kirschner war mit Ida geb. Bühler (1862–1942) verheiratet, die im Alter von 80 Jahren kurz vor ihrer bevorstehenden Deportation in einem Münchener Altenheim starb. Der älteste Sohn Max Kirschner (1886–1975) war Arzt und praktizierte zunächst in Frankfurt am Main. Er wurde in das KZ Buchenwald deportiert, aus dem er befreit wurde. Er emigrierte später in die USA. Der jüngere Sohn Fritz (1889–1944) emigrierte nach Palästina. Die Tochter Bertha (1894–1898) starb im Alter von vier Jahren.

## Kompositorisches Schaffen und Bedeutung
Emanuel Kirschner komponierte über 100 hebräische Gesänge, die zwischen 1896 und 1926 in vier Bänden gedruckt erschienen. Die Gesänge sind für Kantor und gemischten Chor mit Orgelbegleitung gesetzt. Kirschner versuchte in seinen Kompositionen den traditionellen Synagogengesang durch romantische Harmonisierungen und den Einsatz der Orgel mit den Kompositionsweisen der europäischen Kunstmusik seiner Zeit zu verbinden.
Kirschners Haltung zum Einsatz der Orgel in der Synagogenmusik war ambivalent. Trotz seiner progressiven Grundhaltung kritisierte er die Art der Musik als zu christlich geprägte Klänge. In Bezug auf Orgelmusik blieb er lange in der Tradition Louis Lewandowskis und brachte weiterhin dessen Werke zur Aufführung. Ab den 1920er Jahren kam in der Münchener Synagoge auch neu geschaffene Orgelmusik zum Einsatz, zu deren Repertoire Kirschner beigetragen zu haben scheint. Der Gesinnungswandel setzte um 1927 mit der Berufung von Heinrich Schalit zum Organisten der Synagoge ein, den Kirschner anfangs als Konkurrenten empfand.

## Werke
Kompositionen
- „Trauungsgesänge“ für Kantor und Chor mit Orgelbegleitung, 1883
- Synagogen-Gesänge : für Cantor und Chor mit Orgelbegleitung. urn:nbn:de:hebis:30:1-149819. 4 Bände:
  - 1. Gesänge für Freitag-Abend. Aibl, München 1896; urn:nbn:de:hebis:30:1-106535 / urn:nbn:de:bvb:12-bsb00001478-0.
  - 2. Sabbat-Gesänge. Aibl, München 1898; urn:nbn:de:hebis:30:1-106524.
  - 3. Sabbath- und Festgesänge. Anhang: Jugendgottesdienste. Aibl, München 1911; urn:nbn:de:hebis:30:1-106260.
  - 4. Gesänge für die Jomim noroim, für die hohen Festtage. Aibl, München 1926; urn:nbn:de:hebis:30:1-106278.
- Jüdische Gesänge. Kameraden, deutsch-jüdischer Wanderbund, 1925; urn:nbn:de:hebis:30:1-108777.
- 6 Präludien für Orgel (unveröffentlicht)

Schriften
- Ueber mittelalterliche hebraeische Poesien und ihre Singweisen; Vortrag gehalten auf der 4 Generalversammlung des Allgemeinen Deutschen Kantorenverbandes zu Nuernberg am 20. April 1914; urn:nbn:de:hebis:30:1-100081.
- Die historische Entwicklung des traditionellen Synagogengesangs.